# Nagyturjaszög
Nagyturjaszög (ukránul: Туриця) település Ukrajnában, Kárpátalján, az Ungvári járásban.

## Fekvése
Perecsenytől keletre, Turjaremete és Kisturjaszög közt fekvő település.

## Története
Nagyturica, Nagyturjaszög a fennmaradt adatok szerint 1771-ben már fennállt. Lakóinak anyanyelve 1880-ban ruszin volt.
1910-ben 906 lakosa volt, melyből 22 magyar, 877 ruszin volt. Ebből 858 görögkatolikus, 42 izraelita volt. A trianoni békeszerződés előtt Ung vármegye Perecsenyi járásához tartozott.

## Nevezetességek
- Templomát 1829-ben szentelték fel Szent Péter és Pál tiszteletére. Anyakönyvet 1806-tól vezetnek.